# Wladimir Yordanoff
Pour les articles homonymes, voir Yordanov.
Wladimir Yordanoff, né le 28 mars 1954 à Chatou et mort le 6 octobre 2020 à Caen, est un comédien français.

## Biographie
Wladimir Yordanoff est le fils du violoniste bulgare Luben Yordanoff. Lorsque son père est engagé comme soliste à l'Orchestre philharmonique de Monaco, la famille s'installe à Monaco et obtient la citoyenneté monégasque. Il poursuit ses études à l'école primaire Saint-Charles puis au lycée Albert-Ier. Lorsque Charles Münch engage son père à l'Orchestre de Paris, les Yordanoff déménagent à Paris, et Wladimir Yordanoff termine ses études secondaires au lycée international de Saint-Germain-en-Laye.
Il a été élève au Conservatoire national supérieur d'art dramatique dans la classe de Pierre Debauche et d'Antoine Vitez. Il commence sa carrière de comédien dans la troupe de Stuart Seide, puis travaille avec des metteurs en scène renommés comme Roger Planchon, Patrice Chéreau, Alain Françon, Christian Schiaretti ou Bernard Sobel.
Il meurt d'un cancer fulgurant le 6 octobre 2020 à Caen, à l'âge de 66 ans,.

## Filmographie

### Cinéma
- 1983 : Danton d'Andrzej Wajda : le chef des gardes
- 1983 : L'Amie de Margarethe von Trotta : Alexaj
- 1983 : Un dimanche de flic : Sylvio
- 1985 : L'Amour braque d'Andrzej Żuławski : Matalon
- 1986 : La Femme secrète de Sébastien Grall : Marc
- 1988 : Les Possédés d'Andrzej Wajda : Lebjadkin
- 1989 : Natalia de Bernard Cohn : Verdier
- 1989 : Hiver 54, l'abbé Pierre de Denis Amar : le sénateur Charmat
- 1990 : Vincent et Théo de Robert Altman : Paul Gauguin
- 1993 : Cible émouvante de Pierre Salvadori : Casa Bianca
- 1996 : Un air de famille de Cédric Klapisch : Philippe, le frère « qui a réussi »
- 2000 : Le Goût des autres d'Agnès Jaoui : Antoine
- 2002 : Trois zéros de Fabien Onteniente : Spizner, le président du club
- 2002 : L'Auberge espagnole de Cédric Klapisch : Jean-Charles Perrin
- 2002 : Mille millièmes de Rémi Waterhouse : Jean-Louis Lacroix, le responsable du syndic
- 2003 : Léo, en jouant « Dans la compagnie des hommes » d'Arnaud Desplechin : Hammer
- 2003 : Nathalie... d'Anne Fontaine : François
- 2005 : Tu vas rire, mais je te quitte de Philippe Harel : Alain Varenne
- 2005 : Je vous trouve très beau d'Isabelle Mergault : Roland Blanchot
- 2006 : Essaye-moi de Pierre-François Martin-Laval : le père de Jacqueline
- 2006 : Mon colonel de Laurent Herbiet : le chef d'état-major
- 2006 : Prête-moi ta main d'Éric Lartigau : Francis Bertoff
- 2007 : Sempre vivu ! de Robin Renucci : Sauveur Michelangeli
- 2008 : Enfin veuve d'Isabelle Mergault: Gilbert
- 2008 : L'Empreinte de Safy Nebbou : Bernard
- 2009 : Le Hérisson de Mona Achache : Paul
- 2010 : Une petite zone de turbulences d'Alfred Lot : David
- 2011 : Polisse de Maïwenn : Beauchard
- 2011 : Présumé coupable de Vincent Garenq : Maître Delarue
- 2012 : Pauline détective de Marc Fitoussi : Monsieur Dominique
- 2013 : Amitiés sincères de François Prévôt-Leygonie et Stéphan Archinard : Jacques
- 2015 : Boomerang de François Favrat : Charles
- 2019 : J'accuse de Roman Polanski : général Auguste Mercier
- 2020 : L'Aventure des Marguerite de Pierre Coré : Grand-père
- 2021 : OSS 117 : Alerte rouge en Afrique noire de Nicolas Bedos : Armand Lesignac

### Télévision
- 1979 : Les Dames de la côte de Nina Companeez
- 1984 : La bavure de Nicolas Ribowski : Livier Fallière
- 1989 : Marat de Maroun Bagdadi : Nizam
- 1991 : Mémoires d'Ex, documentaire de Mosco Boucault : voix off
- 1993 : Les Maîtres du pain d'Hervé Baslé : Jérôme Corbières
- 1998 : La Clef des champs de Charles Nemes (série TV) : Antoine Pujol
- 2004 : Colette, une femme libre de Nadine Trintignant : Willy, le premier mari de Colette
- 2004 : Une vie d'Élisabeth Rappeneau : le baron
- 2005 : Femmes de loi (1 épisode) : François D'Islert / Derrac
- 2007 : Les Zygs, le secret des disparus de Jacques Fansten : Corbin
- 2007 : En marge des jours d'Emmanuel Finkiel : Claude
- 2007 : Sauvons les apparences ! de Nicole Borgeat : François, l'oncle de Julien
- 2007 : Les Prédateurs de Lucas Belvaux : Maurice Bidermann
- 2008 : Paul et ses femmes d'Élisabeth Rappeneau : Paul Girard
- 2008 : Le Malade imaginaire de Christian de Chalonge : Béralde
- 2009 : Ticket gagnant de Julien Weil : le banquier
- 2010 : Les Frileux de Jacques Fansten : Hervé
- 2010 : Les Edelweiss (épisode Bienvenue aux Edelweiss) de Stéphane Kappes : Charles
- 2011 : À dix minutes de nulle part d'Arnauld Mercadier : M. Roger-Maillard
- 2011 : Les Edelweiss (épisode Panique aux Edelweiss) de Philippe Proteau : Charles
- 2012 : Les Edelweiss (épisode Quand les parents débarquent) de Philippe Proteau : Charles
- 2012 : Merlin, de Stéphane Kappes : Roi Pendragon
- 2013 : Un petit bout de France, de Bruno Le Jean : Fauquier

## Théâtre

### Auteur
- 2000 : Droit de retour : écriture et mise en scène (Théâtre Hébertot)
- 2002 : La Part du lion, mise en scène en espace Jacques Rosner, Festival NAVA abbaye de Saint-Hilaire

### Comédien
- 1974 : Troïlus et Cressida de William Shakespeare, mise en scène Stuart Seide, Théâtre de l'École Normale Supérieure, TNP
- 1975 : Dommage qu'elle soit une putain de John Ford, mise en scène Stuart Seide, Théâtre des Quartiers d'Ivry, Théâtre des Amandiers de Nanterre
- 1976 : La vie est un songe de Calderón, mise en scène Stuart Seide, Théâtre de la Tempête
- 1976 : Mesure pour mesure de William Shakespeare, mise en scène Stuart Seide, Théâtre de la Tempête
- 1978 : Moby Dick d'après Herman Melville, mise en scène Stuart Seide, Théâtre de la Tempête
- 1979 : Un balcon sur les Andes d'Eduardo Manet, mise en scène Jean-Louis Thamin, Théâtre de Nice
- 1980 : Un balcon sur les Andes d'Eduardo Manet, mise en scène Jean-Louis Thamin, Théâtre national de l'Odéon
- 1981 : La Fausse Suivante de Marivaux, mise en scène Jean-Michel Rabeux, Théâtre de la Cité Universitaire, Les Gémeaux, Théâtre des Arts de Cergy-Pontoise
- 1981 : Andromaque de Racine, mise en scène Stuart Seide, Festival d'Avignon, Festival du Jeune Théâtre d'Alès
- 1982 : Le Songe d’une nuit d’été de William Shakespeare, mise en scène Stuart Seide, Théâtre national de Chaillot
- 1982 : Je rêve mais peut-être que non de Luigi Pirandello, mise en scène Laurence Février, Théâtre Daniel Sorano Vincennes
- 1983 : Une lune pour les déshérités de Eugene O'Neill, mise en scène Laurence Février, Maison des Arts de Créteil
- 1984 : Le Mal du pays de Jacques-Pierre Amette, mise en scène Stuart Seide, Théâtre national de l'Odéon
- 1984 : L'Ève future d'après Auguste Villiers de l'Isle-Adam, mise en scène Jean-Louis Jacopin, Festival d'Avignon
- 1985 : Le Misanthrope de Molière, mise en scène André Engel, MC93 Bobigny
- 1986 : Venise sauvée de Hugo von Hofmannsthal, mise en scène André Engel, Festival d'Avignon, MC93 Bobigny
- 1986 : L'Avare de Molière, mise en scène Roger Planchon, TNP Villeurbanne, Théâtre Mogador
- 1987 : Maison de poupée d'Henrik Ibsen, mise en scène Claude Santelli, Théâtre de la Commune
- 1988 : Hécube d'Euripide, mise en scène Bernard Sobel, Théâtre de Gennevilliers
- 1988 : Hamlet de William Shakespeare, mise en scène Patrice Chéreau, Festival d'Avignon, TNP Villeurbanne, Le Cargo, tournée
- 1989 : Hamlet de William Shakespeare, mise en scène Patrice Chéreau, Théâtre Nanterre-Amandiers, tournée européenne
- 1991 : Britannicus de Racine, mise en scène Alain Françon, Théâtre des Nuages de neige Annecy, Théâtre des Treize Vents
- 1992 : La Compagnie des hommes d'Edward Bond, mise en scène Alain Françon, CDN de Savoie, Théâtre de la Ville, Théâtre de Nice
- 1994 : Un air de famille de Jean-Pierre Bacri et Agnès Jaoui, mise en scène Stephan Meldegg, Théâtre de la Renaissance
- 1997 : Souvenirs avec piscine de Terrence McNally, mise en scène Bernard Murat, Théâtre de l'Atelier
- 1999 : Les Huissiers de Michel Vinaver, mise en scène Alain Françon, Théâtre national de la Colline, Théâtre de Nice
- 2002 : Mère Courage et ses enfants de Bertolt Brecht, mise en scène Christian Schiaretti, Comédie de Reims, Théâtre national de la Colline
- 2002 : Les Voisins de Michel Vinaver, mise en scène Alain Françon, Théâtre national de la Colline
- 2003 : L'Opéra de quat'sous de Bertolt Brecht et Kurt Weill, mise en scène Christian Schiaretti, TNP Villeurbanne
- 2004 : L'Opéra de quat'sous de Bertolt Brecht et Kurt Weill, mise en scène Christian Schiaretti, Théâtre national de la Colline, Théâtre national de Strasbourg
- 2006 : Coriolan de William Shakespeare, mise en scène Christian Schiaretti, TNP Villeurbanne
- 2008 : Coriolan de William Shakespeare, mise en scène Christian Schiaretti, Théâtre Nanterre-Amandiers
- 2009 : Coriolan de William Shakespeare, mise en scène Christian Schiaretti, Théâtre national de Bretagne, TNP Villeurbanne
- 2009 : Une nuit de Grenade de François-Henri Soulié, mise en scène Jacques Lassalle, Festival de théâtre Nava Limoux Abbaye de Saint-Hilaire
- 2011 : Créanciers d'August Strindberg, mise en scène Christian Schiaretti, Théâtre national de la Colline
- 2011 : Mademoiselle Julie d'August Strindberg, mise en scène Christian Schiaretti, Théâtre national de la Colline
- 2012 : Créanciers d'August Strindberg, mise en scène Christian Schiaretti, TNP Villeurbanne
- 2012 : Mademoiselle Julie d'August Strindberg, mise en scène Christian Schiaretti, TNP Villeurbanne
- 2013 : Solness le constructeur d'Henrik Ibsen, mise en scène Alain Françon, Théâtre national de la Colline, Comédie de Reims, Théâtre des Treize Vents
- 2015 : Toujours la tempête de Peter Handke, mise en scène Alain Françon, Odéon-Théâtre de l'Europe
- 2016 : Qui a peur de Virginia Woolf ? d'Edward Albee, mise en scène Alain Françon, Théâtre de l'Œuvre
- 2016 - 2017 : Le Temps et la chambre de Botho Strauss, mise en scène Alain Françon, théâtre national de Strasbourg, TNP de Villeurbanne, théâtre de la Colline
- 2019 : En garde à vue de John Wainwright, mise en scène Charles Tordjman, théâtre Hébertot

## Distinctions
- Molières 2009 : nomination au Molière du comédien pour Coriolan
- Molières 2016 : Molière du comédien dans un spectacle de théâtre privé pour Qui a peur de Virginia Woolf ?